# Lettura del biglietto
La lettura del biglietto è un'illusione basata sulla suggestione psicologica, mediante la quale un soggetto legge, facendo finta di usare la chiaroveggenza, un messaggio sigillato in una busta, di cui in realtà già conosce il contenuto. Benché la lettura del biglietto sia sempre svolta attraverso un trucco, l'effetto è tale da dare l'impressione di un'effettiva lettura del pensiero. 
La "lettura del biglietto" è di solito una performance degli illusionisti. I medium e coloro che affermano di possedere potere paranormali spesso usano questa tecnica per fingere di provare i loro presunti "poteri soprannaturali".